# Friedrich von Ravenstein
Friedrich von Ravenstein (* 11. März 1827 in Breslau; † 17. August 1894 in Guhrau) war Rittergutsbesitzer und Mitglied des Deutschen Reichstags.

## Leben
Ravenstein war Landwirt und Amtsvorsteher sowie Mitglied des Kreisausschusses. Er war Rittergutsbesitzer in Gurkau bei Herrnstadt.
Von 1877 bis 1881 war er Mitglied des Deutschen Reichstags für den Wahlkreis Regierungsbezirk Breslau 1 (Guhrau, Steinau, Wohlau) und die Deutschkonservative Partei.